# 정유신
정유신(1959년 10월 23일 ~, 서울특별시)은 대한민국의 기업인이다.

동북고등학교. 서울대학교 경제학과를 졸업하고 펜실베이니아 대학교 와튼스쿨에서 경영학 석사학위를 취득하였다.
대우경제연구소를 거쳐 대우증권 채권영업부 부장, 대우증권 IB2사업본부 본부장 등을 지냈으며, 굿모닝신한증권 부사장, 한국스탠다드차타드증권 대표이사, 한국벤처투자 대표이사를 지냈다. 
현재는 핀테크지원센터장과 서강대학교 경영전문대학원장으로 있다.

## 학력
- 펜실베이니아 대학교 와튼스쿨
- 서울대학교 경제학과
- 동북고등학교